# Olive Fremstad

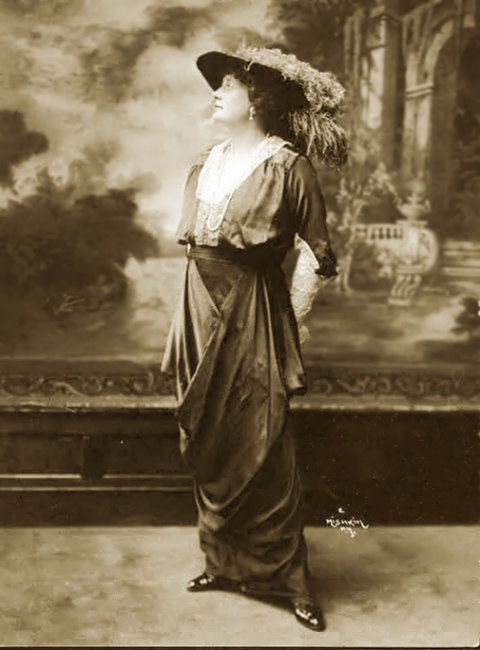
Olive Fremstad, um 1910

Olive Fremstad, eigentlich Anna Olivia Rundquist (14. März 1871 in Stockholm – 21. April 1951 in Irvington-on-Hudson, New York) war eine schwedisch-US-amerikanische Opernsängerin der Stimmlagen Sopran und Mezzosopran.
Sie sang an einigen großen Bühnen Europas und feierte von 1903 bis 1914 Triumphe an der Metropolitan Opera in New York. Ihre Interpretation der Salome verursachte einen Opernskandal.

## Leben und Werk
Ihr Vater war Arzt und Evangelist. Bei seinen Gottesdiensten spielte sie Orgel.  Mit zehn Jahren kam sie in die USA und wurde dort von einem Ehepaar adoptiert. Sie bekam Klavier- und schließlich auch Gesangsunterricht bei Frederick E. Bristol in New York. Ganz jung trat sie als Pianistin auf, doch sie widmete sich letztlich dem Gesang. 1890 übernahm sie in Boston die Rolle der Lady Saphir in der komischen Oper Patience oder Bunthornes Braut von Gilbert & Sullivan, 1891 gab sie ihr erstes professionelles Konzert im New Yorker Lenox Lyceum.
1893 kam sie nach Europa, um ihr Gesangsstudium bei der berühmten Lilli Lehmann fortzusetzen. Sie konnte in Berlin ihren Stimmumfang dahingehend erweitern, dass nunmehr auch Sopranpartien im Bereich der Möglichkeiten lagen. Von 1895 bis 1900 war sie Ensemblemitglied des Kölner Opernhauses. Sie debütierte dort als Azucena in Verdis Troubadour und erhielt in diesen Jahren erste Gastspieleinladungen – beispielsweise nach Amsterdam und Antwerpen. 1896 übernahm sie bei den Bayreuther Festspielen drei Alt-Partien im Ring des Nibelungen – Flosshilde, Rossweisse und 1. Norn. 1898 gastierte sie an der Wiener Hofoper. Drei Spielzeiten lang, von 1900 bis 1903, war die Sängerin an der Münchener Hofoper verpflichtet. So konnte dort sowohl als Carmen in der gleichnamigen Oper von Georges Bizet Applaus erringen als auch in ihren Wagner-Partien. 1902 und 1903 gastierte sie am Opernhaus Covent Garden in London – als Ortrud im Lohengrin, als Brangäne in Tristan und Isolde sowie in der englischen Erstaufführung der Oper Der Wald von Ethel Smyth. Kutsch/Riemens schreiben von großen Erfolgen in London.
1903 debütierte sie als Sieglinde in der Walküre an der New Yorker Metropolitan Opera und errang einen „erstaunlichen Erfolg“. Elf Jahre sollte sie dem Haus eng verbunden bleiben. 1906 errang sie dort einen „glänzende[n] Erfolg“ als Carmen, so Kutsch/Riemens. 1907 verursachte ihre Darstellung der Salome einen der größten Opernskandale der Vereinigten Staaten. Das Werk wurde, weil puritanischen Tugenden durchgehend verletzend, nach einer einzigen Aufführung abgesetzt und konnte danach 27 Jahre lange nicht mehr an der Met aufgeführt werden – so groß war die Empörung ob des Liebesakts der Prinzessin Salome mit dem geköpften Kopf des Jochanaan. Die Fremstad brillierte in Manhattan in einer Reihe von Wagner-Partien, als Venus (1903), als Brangäne, Fricka und Kundry (1904) sowie als Siegfried-Brünnhilde (1905). Am 1. Januar 1908 debütierte sie an der Met als Isolde in einer von Gustav Mahler geleiteten Aufführung von Tristan und Isolde. 1909 folgten die Brünnhilde in der Götterdämmerung und die Elsa. Daneben sang sie in New York ab 1904 auch Santuzza in Cavalleria rusticana, ab 1907 die Selica in der Afrikanerin von Meyerbeer und am 14. November 1910 die Titelheldin in einer hochkarätig besetzten Neueinstudierung von Glucks Armide. Es dirigierte Arturo Toscanini, ihre Partner waren Enrico Caruso, Jeanne Maubourg, Louise Homer, Alma Gluck und Léon Rothier. Auch als Tosca war sie an der Met zu sehen und zu hören.

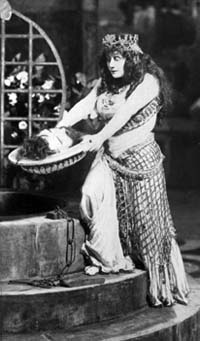
Salome
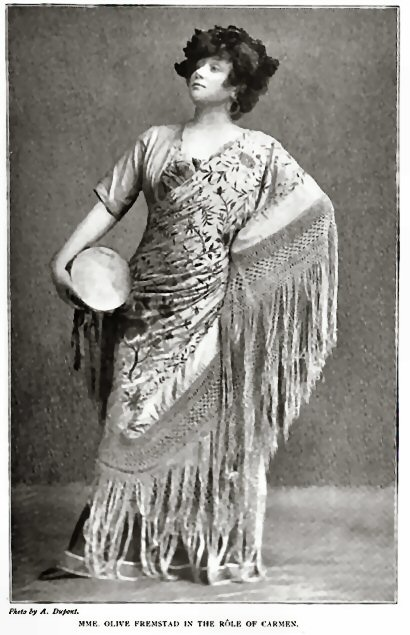
Carmen
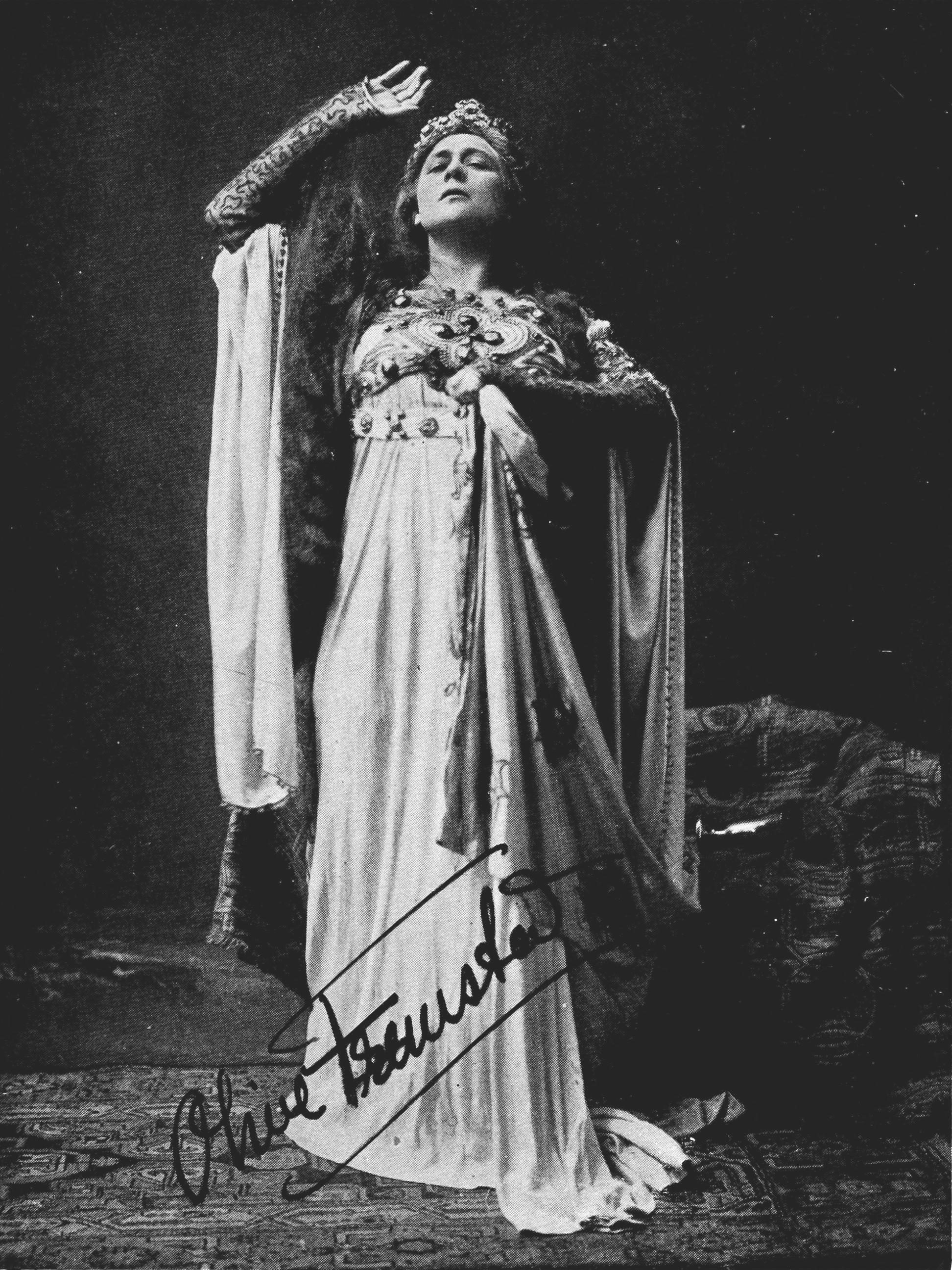
Isolde

Während ihres Met-Vertrages fand Olive Fremstad noch Möglichkeiten zu Gastspielen, beispielsweise an den Opernhäusern von Chicago und Boston. Wenige Stunden vor dem verheerenden Erdbeben in San Francisco am 18. April 1906 sang sie dort die Carmen, als Partnerin von Enrico Caruso; beide Sänger konnten der Naturkatastrophe unverletzt entkommen. 1907 reiste sie nach Paris, um am Théâtre du Châtelet in Paris die Salome zu verkörpern. 1910 gastierte sie wiederum in Paris, diesmal als Isolde an der Grand Opéra von Paris in einer von Arturo Toscanini geleiteten Tristan-und-Isolde-Inszenierung. In der Spätphase ihrer Karriere hatte sie Probleme mit den Spitzentönen. Wegen Differenzen mit dem Direktor der Met, Giulio Gatti-Casazza, der genervt war von ihren Allüren und Absagen, verließ sie 1914 die Met. Ihre Abschiedsvorstellung – als Elsa im Lohengrin – endete, so Kutsch/Riemens, „mit einer unvergleichlichen Ovation für die beliebte Sängerin“ – 19 Solo-Vorhänge. In ihren Jahren an der Met sang Fremstad 18 Hauptrollen, sie trat laut Kesting in 351 Vorstellungen auf – 63-mal als Venus, 50-mal als Kundry, 28-mal als Isolde, 27-mal als Elsa.
Es folgte eine Reihe erfolgreicher Konzerte in den USA, beispielsweise 1915 und 1916 an den Opernhäusern von Chicago und Boston. 1918 trat sie in Minneapolis – mit dem Ensemble der Oper von Chicago – nochmals als Tosca auf. Jürgen Kesting erwähnt als letzten Bühnenauftritt eine Aufführung der Chicago Opera am 19. Januar 1920. Im selben Jahr gab sie in der Aeolian Hall in New York ihr Abschiedskonzert. Danach arbeitete sie als Stimmtrainerin und Gesangspädagogin, doch erwies sich die Geduld der Perfektionistin als ungenügend für den Unterricht. Eines ihrer Lehrmittel war der präparierte Kopf einer Leiche, anhand dessen sie die Funktion des Kehlkopfes erläuterte. Dass einige ihrer Schüler entsetzt flüchteten, überraschte sie.

## Rang
Der Musikkritiker J. B. Steane bezeichnete sie als „eine der größten Wagnersängerinnen“ und vergleicht sie als Künstlerin mit der Callas. Kutsch/Riemens beschrieben sie wie folgt: „Üppige dramatische Stimme, die zu einer suggestiven. leidenschaftlichen Steigerung befähigt war und wohl ihr Bestes im Wagner-Repertoire gab.“

„Olive Fremstad, bisher ein Mezzosopran, der Altrollen gesungen hat, ist nun ein dramatischer Sopran und singt Isolde, Brünnhilde und Kundry. Allerdings ist ihre Stimme sich insofern treu geblieben, als sie die Qualitäten eines Mezzosoprans bewahrt hat. Das ist keineswegs ein Nachteil, weil es ihren Darstellung eine gewisse Wärme der Klangfarben gibt, die sonst vielleicht fehlen würden. [...] Imagination ist der hervorstechende Faktor in der Kunst dieser Sängerin. Ihre Technik beruht, wie angedeutet, auf mancherlei Notlösungen, erzwungen dadurch, daß sie die Stimme zur Höhe hin forciert, aber ihre Interpretationen sind das Produkt von Inspiration und Intelligenz. Sie ist wundervoll als Sängerin, weil sie über sich selbst triumphiert.“

## Tondokumente
Zwischen 1911 und 1915 zeichnete sie 40 Musiknummern auf, doch nur fünfzehn wurden veröffentlicht, die meisten aus Opern Richard Wagners:
- Tannhäuser und der Sängerkrieg auf Wartburg – Hallenarie (Elisabeth)
- Lohengrin – Elsas Traum (Elsa)
- Tristan und Isolde – Liebestod (Isolde)
- Die Walküre – Du bist der Lenz (Sieglinde); Hojotoho (Brünnhilde)

Opernauszüge anderer Komponisten
- Bizet: Carmen – Sequidilla (Titelpartie)
- Puccini: Tosca – Vissi d'arte, vissi d'amore (Titelpartie)
- Verdi: Don Carlos – O Don Fatale (Eboli)

Lieder
- Stille Nacht, heilige Nacht von Joseph Mohr und Franz Xaver Gruber
- Long, Long Ago von Thomas Haynes Bayly
- Annie Laurie, schottischer Song von William Douglas und Alicia Scott

## Privatleben
Die Sängerin war zweimal verheiratet.
1913 lernte sie Willa Cather kennen, mit der sie schließlich eine lebenslange Freundschaft verband. Fremstads Leben gilt als Inspirationsquelle für die Figur der Thea Kronborg im Roman A Song of the Lark, der 1991 in deutscher Übersetzung als Das Lied der Lerche erschien und der 2001 verfilmt wurde. Folgende Fotografien stammen von George Grantham Bain, alle aus dem Jahre 1915, als die Sängerin sich bereits von der Met zurückgezogen hatte:

Am Klavier
En plein air
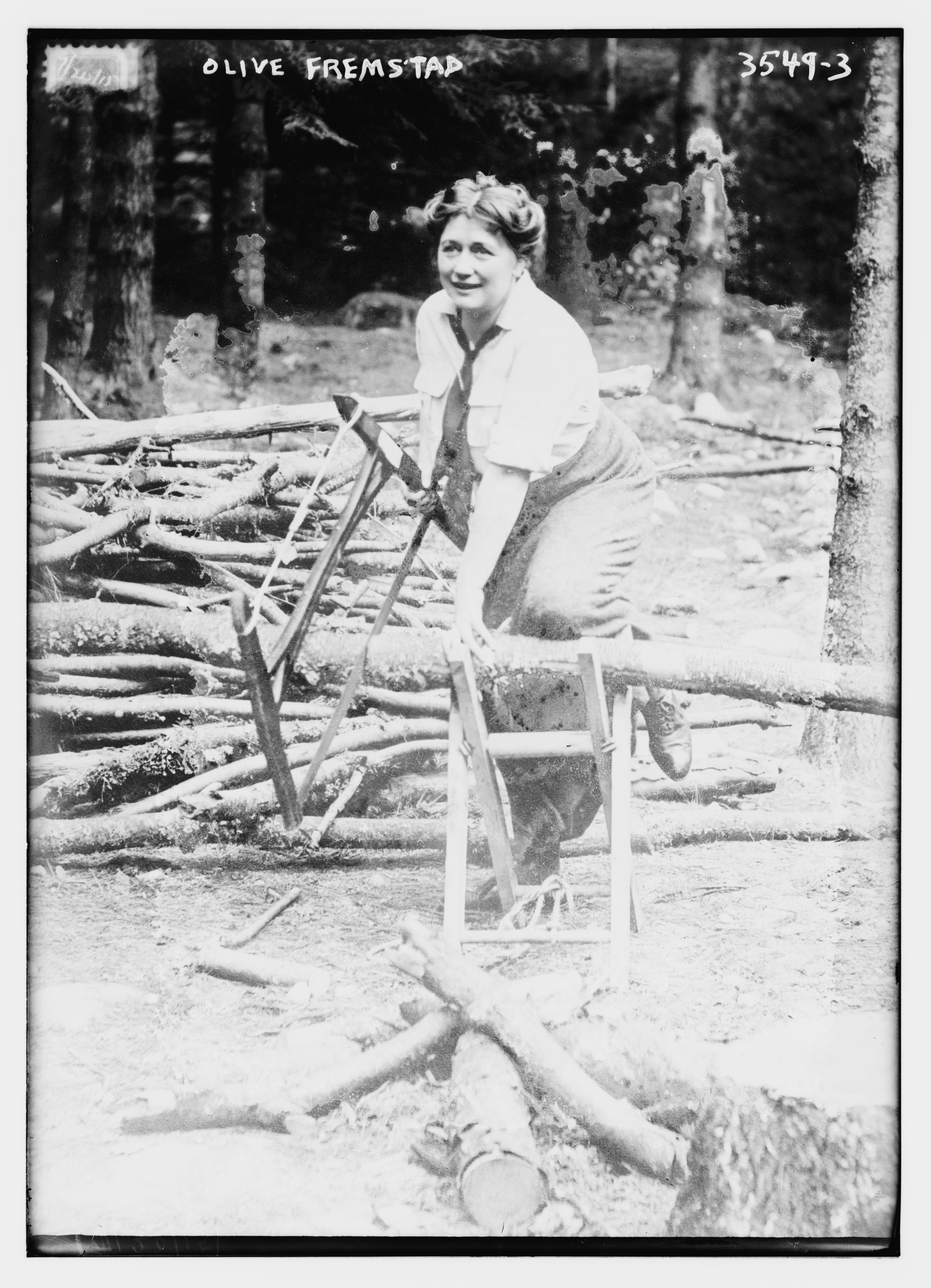
Einen Stamm sägend

Die Beziehung zu Mary Watkins Cushing, ihrer Sekretärin und Biografin, wurde von Marcia Davenport in dem Roman Of Lena Geyer bearbeitet. Ihre letzten Lebensjahre waren durch eine rheumatische Erkrankung beeinträchtigt.